# Observatoires astronomiques nationaux de l'Académie des sciences de Chine

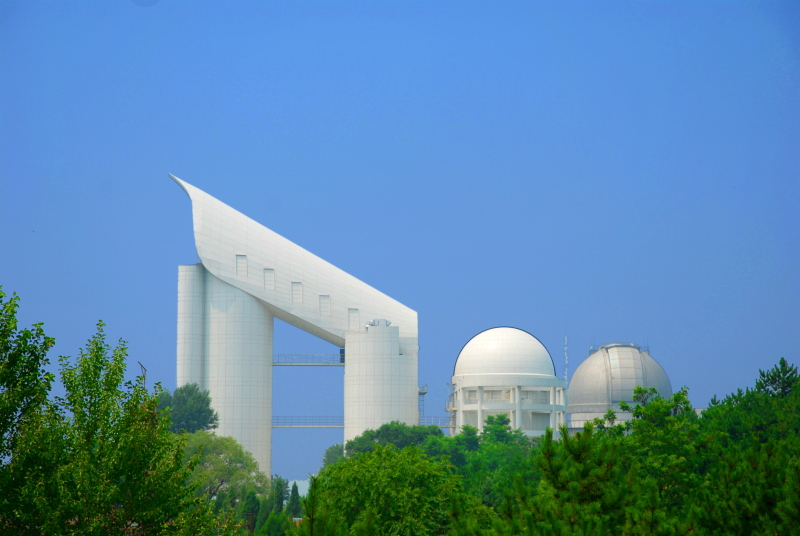
Le LAMOST.

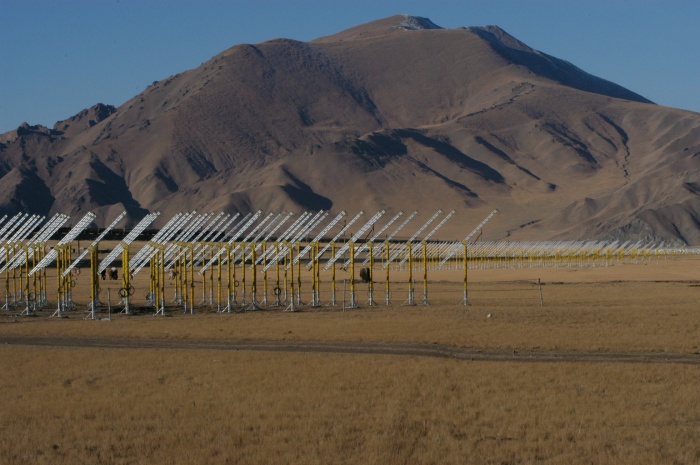
Antennes du 21CMA.

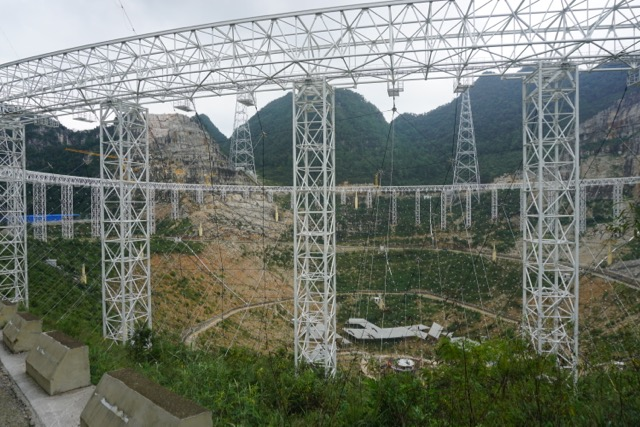
Le radiotélescope FAST en cours de construction. Il a été inauguré en 2016.

Les Observatoires astronomiques nationaux de l'Académie des sciences de Chine ou NAOC (de l'anglais  National Astronomical Observatories, Chinese Academy of Sciences,) regroupe les principaux observatoires astronomiques chinois. Il définit les programmes de recherche et prend en charge la construction et la gestion des grands instruments astronomiques du pays.

## Historique
Le NAOC est créé en 2001 à la suite de la réorganisation des centres de recherche gérés par l'Académie chinoise des sciences. Les observatoires astronomiques rattachés jusque là directement à l'Académie des sciences sont regroupées dans une nouvelle entité dépendant toujours de l'Académie dont le siège se trouve à Pékin dans les locaux de l'ancien Observatoire astronomique de Pékin. La nouvelle entité regroupe trois stations d'observation, un centre de recherche et quatre observatoires qui sont  : 
- Observatoires
  - L'Observatoire astronomique du Yunnan (YBAO)
  - L'Observatoire astronomique de Pékin
  - L'Observatoire d'Urumqi devenu Observatoire astronomique du Xinjiang (XAO)
  - L'Observatoire astronomique de Changchun
- Centre de recherche
  - L'Institut  d'optique et de technologies astronomiques  de  Nankin (NAOT)
- Stations d'observation
  - L'observatoire astronomique de Xinglong
  - L'observatoire solaire de Nuairou
  - le radio-télescope de Miyun consacré à la radio astronomie et utilisé pour les communications avec les sondes spatiales lunaire du programme Chang'e.

L'Observatoire de la Montagne Pourpre (PMO) à Nankin et l'Observatoire astronomique de Shanghaï  (SHAO) conservent leur autonomie. Toutefois les recherches effectuées et les investissements sont coordonnés par le NAOC à travers le Centre pour la méga-science de Chine (CAMS).
Le NAOC employait de manière directe 750 personnes dont 7 membre de l'Académie chinoise des sciences, 114 chercheurs-enseignants, 183 chercheurs enseignants associés, 38 post doctorants et 153 doctorants. Le NAOC dispose d'un centre de calcul d'une puissance de 280 téraflops. Il publie une revue mensuelle, le Research in Astronomy and Astrophysics, qui regroupe des articles d'astronomie et d'astrophysique.

## Domaine d'intervention
Les principaux travaux de recherche du NAOC portent sur les structures cosmologiques à grande échelle, la formation et l'évolution des galaxies, l'astrophysique des hautes énergies, l'activité et le magnétisme du Soleil, l'exploration de la Lune et de l'espace lointain ainsi que l'instrumentation astronomique.

## Développement et réalisations
Depuis sa création, le NAOC a construit plusieurs nouveaux équipements : 
- Le télescope optique LAMOST inauguré en 2009
- Le Radiotélescope sphérique de cinq cents mètres d'ouverture mis en service en 2016
- Le radiotélescope 21CMA utilisé depuis 2007
- L'interféromètre CSHR.
- Le radiotélescope de Qitai, disposant d'une antenne de 110 mètres de diamètre, est en cours de construction et doit être mis en service vers 2023.

## Coopérations internationales
Le NAOC participe à plusieurs projets internationaux.
- Le NAOC est un des participants au projet Square Kilometre Array (SKA). Ce radiotélescope géant, de surface collectrice équivalente d’un kilomètre carré est constitué de plusieurs réseaux interférométriques dans les longueurs d'onde métriques et centimétriques. SKA est conçu par un consortium scientifique international pour étudier des questions scientifiques essentielles allant de la naissance de notre Univers aux origines de la vie.
- Le NAOC participe à la construction du Télescope de Trente Mètres (TMT) à Hawaï. Cet observatoire astronomique fait  partie de la nouvelle génération des Extremely Large Telescope (ELT). Doté d'un miroir segmenté de 30 mètres de diamètre, il sera capable d'observer depuis le proche ultraviolet jusqu'à l'infrarouge moyen (de 0,31 à 28 μm).
- Le NAOC mène des projets conjoints avec le Chili dans le cadre du projet CASSACA (Chinese Academy of Sciences South America Center for Astronomy).
- Le NAOC dispose en Argentine d'une station de télémétrie laser sur satellites et construit en collaboration avec ce pays un radio-télescope doté d'une antenne de 40 mètres de diamètre.
- Le NAOC est également partenaire du projet franco-chinois Origins et d'ISES (International Space Environment Service) réseau international de surveillance et d'information portant sur la météorologie spatiale.